# Сербія на Дитячому пісенному конкурсі Євробачення
Перша участь Сербії у Дитячому пісенному конкурсі Євробачення відбулася у 2006 році. Роком раніше Сербія була учасницею Дитячого Євробачення у складі Сербії та Чорногорії. Першими представниками Сербії на конкурсі як окремої країни стали Neustrašivi Učitelji Stranih Jezika (Безстрашні вчителі іноземної мови), що виконали пісню «Učimo Strane Jezike» (Вивчаємо іноземні мови) та посіли 5-те місце (з 15-ти).
Найкращим результатом країни на конкурсі є 3-те місце, яке Сербія посіла двічі. Перший кращий результат Сербії принесла Невена Божович у 2007 році, яка виконала пісню «Piši Mi» (Напиши мені) та фінішувала з 120 балами. Пізніше співачка представила Сербію на Дорослому Євробаченні у 2019 році. Друге 3-тє місце країна посіла у 2010 році, коли Соня Скоріч зі своєю піснею «Carobna Noc» (Магічна ніч) отримала 113 балів.

## Учасники
Умовні позначення
     Переможець
     Друге місце
     Третє місце
     Четверте місце
     П'яте місце
     Останнє місце
| Рік                               | Місце проведення | Учасник                             | Пісня                                                       | Місце | Бали |
| --------------------------------- | ---------------- | ----------------------------------- | ----------------------------------------------------------- | ----- | ---- |
| 2006                              | Бухарест         | Neustrašivi Učitelji Stranih Jezika | «Učimo Strane Jezike» (Вивчаємо іноземні мови)              | 5     | 81   |
| 2007                              | Роттердам        | Невена Божович                      | «Piši Mi» (Напиши мені)                                     | 3     | 120  |
| 2008                              | Лімасол          | Мая Мазіч                           | «Uvek Kad U Nebo Pogledam» (Завжди, коли я дивлюсь на небо) | 12    | 37   |
| 2009                              | Київ             | Ništa lično                         | «Onaj Pravi» (Справжній)                                    | 10    | 34   |
| 2010                              | Мінськ           | Соня Скорич                         | «Carobna Noc» (Магічна ніч)                                 | 3     | 113  |
| Не брала участь у 2011-2013 роках |                  |                                     |                                                             |       |      |
| 2014                              | Марса            | Емілія Йонін                        | «Svet u mojim očima» (Світ у моїх очах)                     | 10    | 61   |
| 2015                              | Софія            | Лена Стаменкович                    | «Lenina pesma» (Пісня Лени)                                 | 7     | 79   |
| 2016                              | Валетта          | Дуня Єлічич                         | «U La La La» (У-ла-ла-ла)                                   | 17    | 14   |
| 2017                              | Тбілісі          | Ірина Бродіч & Яна Паунович         | «Ceo svet je naš» (Увесь наш світ)                          | 10    | 92   |
| 2018                              | Мінськ           | Бояна Радованович                   | «Svet» (Світ)                                               | 19    | 30   |
| 2019                              | Глівіце          | Дарія Врачевич                      | «Podigni Glas» (Підніміть свій голос)                       | 10    | 109  |
| 2020                              | Варшава          | Петар Анічич                        | «Heartbeat» (Серцебиття)                                    | 11    | 85   |
| 2021                              | Париж            | Йована і Дуня                       | «Oči deteta» (Дитячі очі)                                   | 13    | 86   |
| 2022                              | Єреван           | Катаріна Савіч                      | Свет без Граница (Світ без кордонів)                        | 13    | 92   |